# Nick Whitehead
Joseph Nicholas Neville „Nick“ Whitehead (* 29. Mai 1933 in Brymbo, Denbighshire; † 6. Oktober 2002 in Newport, Pembrokeshire) war ein britischer Sprinter.
Bei den Olympischen Spielen 1960 in Rom gewann er in der 4-mal-100-Meter-Staffel mit der britischen Mannschaft in der Besetzung Peter Radford, David Jones, David Segal und Whitehead die Bronzemedaille.
1962 folgte bei den British Empire and Commonwealth Games in Perth die Bronzemedaille mit dem walisischen Team in der 4-mal-110-Yards-Staffel.
Jeweils dreimal wurde er walisischer Meister über 100 und 220 Yards.
Nach seiner aktiven Karriere war er als Lektor für Sportwissenschaft und Trainingsberater für Fußball- und Rugbyvereine tätig. 1978 wurde er Teammanager der britischen Leichtathletikmannschaft, 1983 erster Direktor der National Coaching Foundation und schließlich stellvertretender Direktor des Sports Council for Wales. 1984 wurde er für seine Verdienste um den Sport mit dem OBE ausgezeichnet.